# Elke Stahnke
Elke Stahnke (* in den 1960er-Jahren in der DDR) ist eine ehemalige deutsche Schauspielerin.

## Leben
Elke Stahnke war in den 1980er-Jahren als Schauspielerin aktiv. In der Fernsehserie Neues übern Gartenzaun war sie die zweite Darstellerin der Ilona Hoffmann. Nach der Wende war sie nicht wieder als Schauspielerin vor der Kamera tätig. Über ihren weiteren Lebensweg sind bislang keinerlei Informationen veröffentlicht worden.

## Filmografie
- 1985: Neues übern Gartenzaun (Fernsehserie, 7 Folgen)
- 1987: Der Geisterseher